# Řebřík
Řebřík je zaniklý hrad se zaniklou vesnicí nedaleko Líšné u Zbiroha v okrese Rokycany. Zbytky hradu jsou chráněny jako kulturní památka České republiky.

## Historie
První písemná zmínka o hradu pochází z roku 1318, kdy patřil Markvartovi ze Řebříka. Jeho potomci hrad v sedmdesátých letech čtrnáctého století prodali Habartovi ze Žerotína a Habartovi z Dolan. Roku 1395 je uváděn jako královský majetek, ale v roce 1410 se jeho zástavním držitelem stal Petr Prase z Chrástu. Dalšími majiteli byli Bohuslav z Chlumu připomínaný roku 1423, po něm držitel Týřova Habart z Adlaru, dále Petr z Perče (1427) a jeho syn Jan z Perče (1454). Posledním držitelem byl Burian ze Švamberka, kterému byl v roce 1495 vyplacen ze zástavy a připojen ke křivoklátskému panství. V té době již jen nejnutněji udržovaný hrad na počátku šestnáctého zpustl.
U hradu stávala stejnojmenná vesnice, které zanikla spolu ve stejné době jako hrad. Jejím pozůstatkem je kostel svatého Petra a Pavla připomínaný v roce 1348.

## Stavební podoba
Z hlediska stavební dispozice Řebřík patřil ke hradům s palácem jako hlavní obrannou i obytnou stavbou. Zachovala se po něm dvě příkopy oddělená předhradí beze stop dalšího opevnění nebo zástavby. V prvním z nich byla později postavena zvonice. Čelo hradního jádra tvoří výrazný terénní útvar, který je pozůstatkem budovy či opevnění. Za ním se nacházelo malé nádvoří obehnané hradbou, v jehož středu se nachází ve skále vytesaná studna. Za ní stál trojdílný palác, který byl vytápěný kachlovými kamny.

## Přístup
K volně přístupným zbytkům hradu vede zeleně značená turistická trasa z Líšné do Podmokel nebo žlutě značená trasa Jablečna.